# Робітник

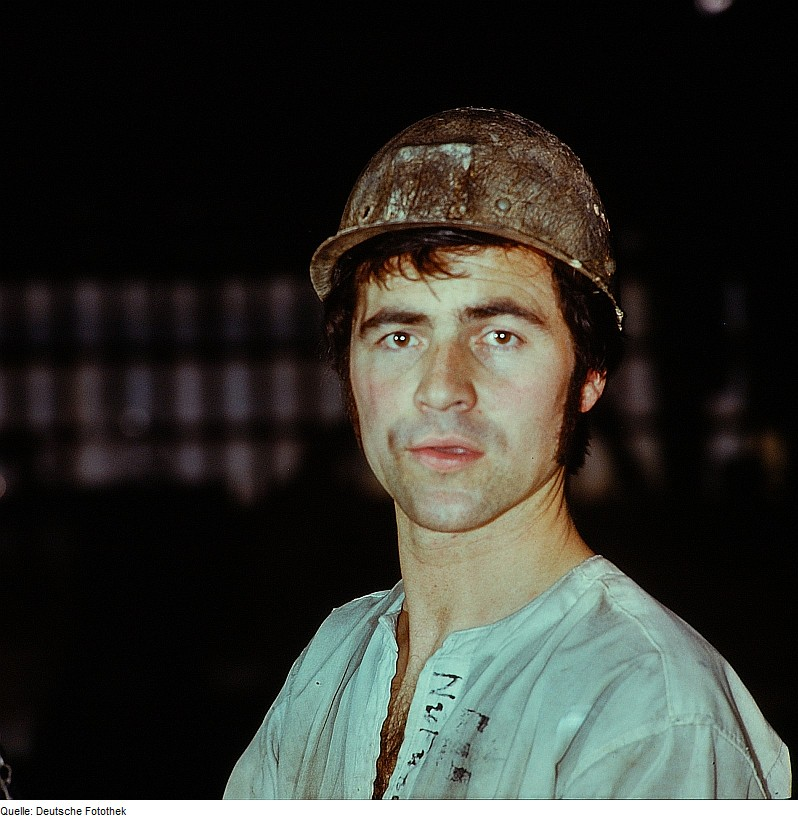
Німецький робітник

Робітники́, також працівники́, трудівники́ — наймані особи, зайняті в безпосередньому виробництві, рідше у сфері послуг; виконавці найнижчої ланки технологічного чи управлінського ланцюга. В правовому суспільстві права й інтереси робітників захищені трудовим правом[джерело?].

## В індустріальний період
Перехід від ремісничо-мануфактурного до великого машинного виробництва, який розпочався в Англії у д. пол. XVIII ст. й упродовж XIX ст. набув усеосяжного характеру, охопивши з поч. ХХ ст. і терени України, значно вплинув майже на кожен аспект повсякденного життя. Виробнича революція в сільському господарстві, радикально підвищивши продуктивність землі та праці в аграрному секторі, вивільнила з нього значні маси населення. Поява дешевших промислових товарів спростила виготовлення більших і потужніших машин для нових заводів і фабрик — нових робочих місць. Навчальні заклади не встигали готувати спеціалістів для нових промислових галузей. Індустріальне будівництво та розвиток інфраструктури потребували багато дешевої робочої сили. Накладені на пауперизацію, ці виклики привели мільйони людей у робітники. Традиційна економіка поступилася перед виробництвом машин і механічним виробництвом, що змістило баланс політичних сил у бік промисловців-капіталістів і сприяло створенню міського робітничого класу[джерело?].
У цей період робітники — це зазвичай особи, зайняті само́ю фізичною працею на важких, часом шкідливих для здоров'я виробництвах; вони безпосередньо створюють матеріальні речі, продукти, цінності; впливають на предмети праці за допомогою простих знарядь; ремонтують знаряддя й устаткування, переміщують вантажі, прибирають виробничі приміщення тощо.
Радянське суспільствознавство, уґрунтоване «марксизмом-ленінізмом», вважало робітниками людей виключно фізичної праці, без професійної освіти, зайнятих на нескладних роботах, які кількісно повинні становити більшість суспільства, на відміну від селян, службовців, інтелігенції.[джерело?]

## У постіндустріальний період
Якісний стрибок у структурі та динаміці розвитку продуктивних сил, що почався в сер. XX ст. у зв'язку з перетворенням науки на провідний чинник виробництва, в результаті якого відбувається трансформація суспільства. Корінна перебудова технічних основ матеріального виробництва не лише масово замінила ручну працю механічною, практично повністю витіснивши її, але, потребуючи підготовлених керувати машинами та механізмами робітників, значно посилила роль спеціальної освіти. З ускладненням методів і форм світового господарства зростає частка робітників, які керують складними механіко-машинними комплексами й технологічними лініями з число-програмним управлінням[джерело?].
У цей період визначення робітника як особи саме «ручної та некваліфікованої праці» розмивається, стає неадекватним і менш однозначним[джерело?].